# Jonathan dos Santos
Jonathan dos Santos Ramírez, född 26 april 1990, är en mexikansk fotbollsspelare som spelar för América i Liga MX. Han är bror till Giovani dos Santos.

## Landslagskarriär
Dos Santos debuterade i det mexikanska landslaget i september 2009 men blev inte uttagen till VM 2010.